# Майдан-Боровський-Другі
Майдан-Боровський-Другі (пол. Majdan Borowski Drugi) — село в Польщі, у гміні Рудник Красноставського повіту Люблінського воєводства.
Населення — 24 особи (2011).
У 1975-1998 роках село належало до Замойського воєводства.

## Демографія
Демографічна структура станом на 31 березня 2011 року:
|          | Загалом | Допрацездатний вік | Працездатний вік | Постпрацездатний вік |
| -------- | ------- | ------------------ | ---------------- | -------------------- |
| Чоловіки | 12      | 0                  | 8                | 4                    |
| Жінки    | 12      | 1                  | 5                | 6                    |
| Разом    | 24      | 1                  | 13               | 10                   |